# An American Haunting
An American Haunting es una película de 2005 (aunque estrenada en cines en 2006) dirigida por Courtney Solomon. La película se basa en el libro de Brent Monahan, basado también en la verdadera historia de la Bruja de Bell, conocida como un espíritu que se apoderó de una familia en un pequeño pueblo de Tennessee. Este caso se conoce como el primero en el que un espíritu causa la muerte de un ser humano.

## Reparto
- Donald Sutherland - John Bell
- Sissy Spacek - Lucy Bell
- Rachel Hurd-Wood - Betsy Bell
- James D'Arcy - Richard Powell
- Thom Fell - John Bell Jr.
- Matthew Marsh - James Johnston

## Argumento
La película empieza con una joven que está teniendo pesadillas, y es aparentemente acosada por un extraño ente. Su madre la despierta y encuentra una caja con cosas antiguas que su hija había sacado del ático. En la caja encuentra lo que parece ser un diario y empieza a leerlo.
En 1818, en el pequeño pueblo estadounidense Redriver, en Tennessee, la familia Bell comienza a ser acosada por un espíritu al que pronto el pueblo apoda la Bruja de Bell. Cada noche, el padre, John, es acosado por un lobo negro, y la hija, Betsy, comienza a sufrir maltratos por el ente invisible. Pronto la locura se apodera de la familia Bell.
John Bell intenta por todos los medios liberarse del maleficio acudiendo a diversas personas, entre ellos al profesor de la escuela donde estudiaba su hija Betsy. El profesor comprueba que en realidad el ente existe y no logra dar una explicación satisfactoria.
Kathe Batts era una vecina con quien John había hecho unos negocios que fracasaron, obligándolos a asistir a los tribunales. John gana el juicio aunque debe aceptar un cargo por usura, Kathe no está conforme con el fallo, y maldice a John Bell delante de muchos testigos.
Durante el acoso del ente a la familia Bell, se produce un episodio interesante. Kathe Batts envía con un emisario a la casa de los Bell un paquete que contiene ropa de John y de su hija Betsy, las prendas estaban manchadas con sangre, hecho que es interpretado por la familia como la confirmación de que Kathe Batts es quien hizo el maleficio.
En uno de los pasajes cruciales de la película, John Bell acude a la casa de Kathe Batts a pedirle que retire el maleficio, sin embargo, Kathe le asegura que ella no tiene que ver con los acontecimientos que suceden en su casa. Kathe Batts le dice que el responsable del maleficio es él mismo John Bell. Después de esta entrevista John intenta suicidarse sin éxito
La salud de John se deteriora progresivamente y en uno de los días, en los cuales el ente tortura al patriarca de los Bell, la esposa de John tiene una visión que le explica la causa de los acontecimientos que venían sufriendo desde hacía cuatro años. En la visión, se observa a John Bell retirando la manta con la que se abrigaba su hija mientras dormía, y luego se observa a John Bell saliendo del cuarto mientras su hija aparece echada en la cama con sus partes íntimas manchadas con sangre. Dando a entender que John abusaba de su hija, Betsy. Betsy envenena a John y se da cuenta de que el espíritu forma parte de ella, que es una parte de su alma que se separó después de la violación.
Al final de la película, de vuelta a la actualidad, la madre de la niña está leyendo el diario que cuenta la historia de Betsy, su hija llega a decirle que su padre esta esperándola afuera y se va, luego el espíritu de Betsy aparece en frente de la madre y llorando le dice "¡Ayudala!", ahí la madre entiende que Betsy está tratando de hacerle ver que su hija está pasando por lo mismo y corre tras el auto de su exesposo.